# 美國香港總商會
美國香港總商會成立於1997年，由顧青峰，以及多名僑商包括陳綿棠、陳善莊、劉滿等創立，是美國華人歷史最長以及最具規模的商會之一。美國香港總商會的現任會長為陳善莊，現任董事長為劉滿。

## 總商會宗旨
團結互惠華裔商戶，熟識法律開拓市場，搭建美中經貿橋樑，維護權益融入主流。

## 概況
美國香港總商會原名“美國香港旅美華人總商會”，2014年因身為美國公民的成員增加，經決議後改稱為“美國香港總商會”。2018年7月總商會成立北京分會和香港分會。

## 社會公益
從2012年起，總商會每年在布碌崙舉辦中秋慶祝活動並向街坊耆老派發月餅。
總商會亦有聯同其他社區團體包括美國亞裔社團聯合總會及美國亞裔婦女聯合會於2017年感恩節送出火雞。

## 外部連結
- 美國香港總商會網頁 （页面存档备份，存于）